# Esquièze-Sère
Esquièze-Sère – miejscowość i gmina we Francji, w regionie Oksytania, w departamencie Pireneje Wysokie.
Według danych na rok 1990 gminę zamieszkiwało 500 osób, a gęstość zaludnienia wynosiła 329 osób/km² (wśród 3020 gmin regionu Midi-Pireneje Esquièze-Sère plasuje się na 592. miejscu pod względem liczby ludności, natomiast pod względem powierzchni na miejscu 1739.). W 2009 roku gminę zamieszkiwało już 383 osób.